# Evi Huss
Evi Huss es una deportista alemana que compitió en piragüismo en la modalidad de eslalon. Ganó tres medallas en el Campeonato Mundial de Piragüismo en Eslalon entre los años 1995 y 1999, y tres medallas en el Campeonato Europeo de Piragüismo en Eslalon entre los años 1996 y 2000.

## Palmarés internacional
| Campeonato Mundial | Campeonato Mundial                   | Campeonato Mundial | Campeonato Mundial |
| Año                | Lugar                                | Medalla            | Competición        |
| ------------------ | ------------------------------------ | ------------------ | ------------------ |
| 1995               | Nottingham (Reino Unido)             | Medalla de bronce  | K1 por equipos     |
| 1997               | Três Coroas (Brasil)                 | Medalla de oro     | K1 por equipos     |
| 1999               | Seo de Urgel (España)                | Medalla de oro     | K1 por equipos     |
| Campeonato Europeo |                                      |                    |                    |
| Año                | Lugar                                | Medalla            | Competición        |
| 1996               | Augsburgo (Alemania)                 | Medalla de plata   | K1 por equipos     |
| 1998               | Roudnice nad Labem (República Checa) | Medalla de bronce  | K1 por equipos     |
| 2000               | Mezzana (Italia)                     | Medalla de bronce  | K1 por equipos     |